# Ahbap
Die AHBAP (Anadolu Halk ve Barış Platformu; dt. Anatolische Volks- und Friedensplattform) ist eine türkische Hilfsorganisation mit Sitz in Istanbul, die von dem Musiker Haluk Levent gegründet wurde. Das Akronym ist zugleich lautgleich mit dem türkischen Wort ahbap, das in etwa „Freund“ bedeutet.

## Geschichte
Als die Zahl der Follower von Haluk Levents Social-Media-Account zunahm, begann er, diese Anerkennung zu nutzen, um hilfsbedürftige Menschen in der Türkei mit Menschen und Organisationen zusammenzubringen, die ihnen helfen können. Als Ergebnis dieser Bemühungen wurde erst die Ahbap-Plattform und am 31. Juli 2017 die Ahbap-Vereinigung gegründet, um die Arbeit der Plattform zu koordinieren. Das Zentrum des Vereins befindet sich in Istanbul.
Im Jahr 2021 wurde seine Arbeit mit dem „Foundation Human Award“ des Ministeriums für Kultur und Tourismus und dem „High Human Values Award“ der Universität Üsküdar ausgezeichnet. Mit Stand von 2023 ist der Verein in 68 Städten der Türkei mit Ehrenamtlichen vernetzt. Er organisiert Aktivitäten in den Bereichen nachhaltige Solidarität, Zusammenarbeit, gewaltfreie Kommunikation, medizinische und humanitäre Hilfe, Veranstaltungen und Kampagnen in Bildung, Kunst, Wissenschaft und Technologie.
Der Verein ist unter anderem in den Bereichen soziale Hilfe, Tierrechte, humanitäre Hilfe, Koordinierung und Unterstützung bei Naturkatastrophen tätig.

## Hilfen

### Soforthilfe und Such- und Rettungsmaßnahmen
Es wird in den Bereichen wie Erdbeben, Brand, Überschwemmung, Erdrutsch, Dürre, epidemische Krankheiten gearbeitet.
Die vom Verein in außergewöhnlichen Situationen durchgeführten Soforthilfemaßnahmen sind wie folgt:
- Such- und Rettungsaktionen und technische Hilfsmittel
- Lieferung von Nahrungsmitteln, Kleidung und anderen lebensnotwendigen Gütern
- Bereitstellung eines sicheren Umfelds für Frauen, Kinder, ältere Menschen und Waisenkinder/Alleinstehende
- Einrichtung von Notunterkünften wie Zelten, vorgefertigten Unterkünften, mobilen Garküchen
- Mobile Gesundheitsfahrzeuge, Lieferung/Beschaffung von Arzneimitteln und medizinischem Bedarf, Chirurgie und ähnliche medizinische Hilfsmittel[6]

### Gesundheitsdienste
Um bedürftigen Patienten und/oder deren Angehörigen die notwendige medizinische Unterstützung zukommen zu lassen, bringt der Verein durch Sponsoring Unterstützer und Bedürftige zusammen.

### Hilfsmittel für den Grundbedarf
Der Verein leistet zu verschiedenen Zeiten des Jahres regelmäßig oder periodisch soziale Hilfe für Bedürftige.

### Stipendien für Studierende und Schüler
Der Verein Ahbap vergibt außerdem regelmäßig oder in regelmäßigen Abständen Stipendien an bedürftige Studierende und Schüler.

## Auszeichnungen
- 2021: 6. Preis der hohen humanen Werte[10]
- 2021: Humane Auszeichnung für Stiftungen[11]